# Harry Scott Smith
 (août 2025).
La mise en forme du texte ne suit pas les recommandations de Wikipédia : il faut le « wikifier ».
Les points d'amélioration suivants sont les cas les plus fréquents. Le détail des points à revoir est peut-être précisé sur la page de discussion.
- Les titres sont pré-formatés par le logiciel. Ils ne sont ni en capitales, ni en gras.
- Le texte ne doit pas être écrit en capitales (les noms de famille non plus), ni en gras, ni en italique, ni en « petit »…
- Le gras n'est utilisé que pour surligner le titre de l'article dans l'introduction, une seule fois.
- L'italique est rarement utilisé : mots en langue étrangère, titres d'œuvres, noms de bateaux, etc.
- Les citations ne sont pas en italique mais en corps de texte normal. Elles sont entourées par des guillemets français : « et ».
- Les listes à puces sont à éviter, des paragraphes rédigés étant largement préférés. Les tableaux sont à réserver à la présentation de données structurées (résultats, etc.).
- Les appels de note de bas de page (petits chiffres en exposant, introduits par l'outil «  Source ») sont à placer entre la fin de phrase et le point final[comme ça].
- Les liens internes (vers d'autres articles de Wikipédia) sont à choisir avec parcimonie. Créez des liens vers des articles approfondissant le sujet. Les termes génériques sans rapport avec le sujet sont à éviter, ainsi que les répétitions de liens vers un même terme.
- Les liens externes sont à placer uniquement dans une section « Liens externes », à la fin de l'article. Ces liens sont à choisir avec parcimonie suivant les règles définies. Si un lien sert de source à l'article, son insertion dans le texte est à faire par les notes de bas de page.
- La présentation des références doit suivre les conventions bibliographiques. Il est recommandé d'utiliser les modèles {{Ouvrage}}, {{Chapitre}}, {{Article}}, {{Lien web}} et/ou {{Bibliographie}}. Le mode d'édition visuel peut mettre en forme automatiquement les références.
- Insérer une infobox (cadre d'informations à droite) n'est pas obligatoire pour parachever la mise en page.

Pour une aide détaillée, merci de consulter Aide:Wikification.
Si vous pensez que ces points ont été résolus, vous pouvez retirer ce bandeau et améliorer la mise en forme d'un autre article.
Harry Scott Smith, né le 29 novembre 1883 à Aurora, Nebraska, et décédé le 28 novembre 1957, est un entomologiste et professeur renommé, reconnu comme l'un des pionniers de la lutte biologique contre les ravageurs agricoles. Il a consacré sa carrière à la recherche et à l'enseignement à l'Université de Californie à Riverside (UCR), où il a été une figure centrale dans le développement de stratégies novatrices pour lutter contre les insectes nuisibles tout en préservant l'environnement.
Harry Scott Smith est né dans une famille d'agriculteurs à Aurora, dans le Nebraska. En grandissant dans ce milieu rural, il s'est familiarisé avec les défis agricoles, ce qui a éveillé son intérêt pour l'entomologie. Après avoir travaillé sur la ferme familiale, il poursuit ses études à l'Université du Nebraska, où il obtient son diplôme en 1908. C'est à cette époque qu'il commence à s'intéresser plus activement à la biologie des insectes et à leur impact sur les cultures.
Après ses études, Smith rejoint le Bureau d'entomologie du Département de l'Agriculture des États-Unis (USDA) où il travaille sous la direction de Leland Ossian Howard. Il participe à des projets de grande envergure, notamment le programme d'éradication du charançon du cotonnier, un ravageur majeur des cultures de coton aux États-Unis. Son expertise le conduit également à travailler au laboratoire des parasites du bombyx disparate à Melrose Highlands, dans le Massachusetts.
En 1912, il part en Italie pour collaborer avec l'entomologiste Filippo Silvestri. Ensemble, ils identifient un prédateur naturel du charançon de la luzerne, une avancée majeure dans le domaine de la lutte biologique. Cette collaboration internationale témoigne de l'engagement de Smith à utiliser les méthodes naturelles pour contrôler les populations de ravageurs, une approche qui sera au cœur de son travail tout au long de sa carrière.
En 1913, sur recommandation de Leland Ossian Howard, Smith est nommé directeur de l'Insectarium d'État de Californie. Cette position lui permet de développer et d'approfondir ses recherches sur les ravageurs agricoles spécifiques à la Californie. En 1919, il devient le premier chef du Bureau de la lutte contre les ravageurs du Département de l'Agriculture de Californie. Sous sa direction, ce bureau se distingue par ses efforts pour promouvoir la lutte biologique et développer des techniques de gestion des ravageurs respectueuses de l'environnement.
En 1923, Smith rejoint l'Université de Californie à Riverside, où il prend la direction de la Division des Insectes Auxiliaires. Il y poursuit ses recherches sur les prédateurs naturels des ravageurs et élargit ses travaux à de nombreux problèmes agricoles rencontrés en Californie. La Division des Insectes Auxiliaires, sous sa direction, devient un centre de recherche majeur en lutte biologique et se distingue par ses succès dans la gestion des populations d'insectes nuisibles sans recourir aux produits chimiques toxiques.
Smith continue à enseigner et à mener des recherches à l'UCR jusqu'à sa retraite en 1951. Pendant cette période, il forme de nombreux entomologistes et contribue à l'essor de la lutte biologique en Californie, un modèle qui sera par la suite adopté dans d'autres régions du monde.
En reconnaissance de ses contributions exceptionnelles à l'entomologie et à la lutte biologique, Harry Scott Smith reçoit un doctorat honorifique en sciences de l'Université du Nebraska en 1953. Son héritage perdure aujourd'hui grâce au prix Harry Scott Smith, établi pour honorer les réalisations exceptionnelles dans le domaine de la lutte biologique. De plus, un fonds de bourse portant son nom a été créé pour soutenir les étudiants poursuivant des études en lutte biologique.
Harry Scott Smith reste une figure emblématique dans le domaine de l'entomologie, et son travail a eu une influence durable sur les pratiques agricoles modernes, en particulier en ce qui concerne l'utilisation des prédateurs naturels pour le contrôle des ravageurs. Ses efforts ont non seulement contribué à la protection des cultures, mais ont également permis de réduire l'usage de pesticides chimiques, influençant ainsi positivement l'environnement et la santé publique.
La vie et le travail de Harry Scott Smith témoignent d'un engagement profond pour l'innovation et la durabilité en agriculture. En tant que pionnier de la lutte biologique, il a laissé un héritage durable dans le domaine de l'entomologie, faisant de lui une figure incontournable de l'histoire de la science agricole et environnementale.

## Biographie

### Formation
Harry Scott Smith a grandi dans une ferme situé à Aurora (Nebraska), accomplissant toutes les tâches liées à la vie à la ferme. Il quitta sa maison pour l'université, connue à l'époque sous le nom d'université d'État à Lincoln où Laurent Bruner, entomologiste d'État, lui proposa un poste d'assistant. C'est là que Harry Scott Smith a rencontré la fille de Bruner, Psyché. qu'il épousa plus tard.

### Carrière au département de l’Agriculture des États-Unis
Après l'obtention de son diplôme à l'université du Nebraska en 1908, il fut embauché par l'entomologiste, Leland Ossian Howard, pour travailler au Bureau d'entomologie du département de l’Agriculture des États-Unis (USDA). Pendant cette période, Harry Scott Smith accomplit plusieurs missions, notamment dans le Programme d'éradication du charançon du cotonnier (Boll Weevil Eradication Program), au Gypsy Moth Parasite Laboratory (laboratoire parasitaire du bombyx disparate à Melrose Highlands (Massachusetts) et en 1912 dans une collaboration en Italie avec l'entomologiste, Filippo Silvestri, pour identifier un prédateur naturel du charançon de la luzerne,.
Sur la recommandation de son patron, Leland Ossian Howard, Harry Scott Smith a été choisi par le commissaire d'État de l'horticulture de Californie, A. J. Cook, comme directeur de l'Insectarium d'État nouvellement créé le 1er janvier 1913.
En 1919, lors de la création du Département de l'alimentation et l'agriculture de Californie, Harry Scott Smith en devint le premier chef du Bureau de la lutte contre les ravageurs. Finalement la recherche entomologique a été séparée des fonctions de réglementation du ministère et transférée au Collège d'agriculture de l'université de Californie.
Harry Scott Smith a forgé l'expression « lutte biologique » dans un article intitulé « On some phases of insect control by the biological method » (sur certaines phases de la lutte contre les insectes par la méthode biologique) publié en 1919 dans la revue Journal of Economic Entomology, dans lequel il se fonde sur les ennemis naturels des ravageurs pour maîtriser leur pullulation, par opposition à l'utilisation de pesticides,,.

### Carrière au département à l'université de Californie
Avec le transfert de la recherche en entomologie à la Station expérimentale sur les agrumes (Citrus Experiment Station) de l'université de Californie en 1923, la division de recherche dirigé par Harry Scott Smith a été remaniée pour devenir la division de recherche sur les insectes auxiliaires et Harry Scott Smith a été nommé professeur associé à l'UCR où il est resté jusqu'à sa retraite en 1951.
La division est restée entièrement à l'écart du département d'entomologie de l'université de Californie jusqu'à ce que le département et son homologue de l'université de Californie à Berkeley soient fermés en 1989,.
Grâce à sa correspondance avec le Dr A.J. Nicholson, entomologiste en chef de l'Organisation fédérale australienne pour la recherche scientifique et industrielle (CSIRO, Commonwealth Scientific and Industrial Research Organisation), Harry Scott Smith a lancé le premier programme de lutte contre les mauvaises herbes approuvé au niveau fédéral, en introduisant des insectes d'Australie contre le millepertuis perforé (Hypericum perforatum),.
Harry Scott Smith a également créé le Laboratoire de pathologie des insectes, nommant Edward Arthur Steinhaus comme premier directeur
En 1953, son université d'origine (alma mater) a décerné à Harry Scott Smith  le titre de docteur en sciences honoraire. Il est mort le 28 novembre 1957.
Smith est considéré comme « un chercheur de renom dans le domaine de la lutte biologique contre les ravageurs des agrumes pour l'Université de Californie ».